# Gesta Francorum
La Gesta francorum  (Gesta dels francs) és una crònica de la Primera Croada escrita en llatí cap a 1100-1101 per un autor anònim que hi va participar. El seu nom complet és  De gesta francorum et aliorum hierosolimitanorum  (De la gesta dels francs i dels altres pelegrins de Jerusalem).
La crònica narra els fets de la Primera Croada des del seu llançament al novembre de 1095 fins a la batalla d'Ascaló l'agost de 1099. No es coneix el nom de l'autor (se'l sol citar com «l'Anònim") però sí que se sap que formava part de l'exèrcit croat reclutat per Bohemon de Tàrent en 1096 en el ducat de la Pulla. Gairebé segurament normand o italià, havia de tractar-se d'un simple cavaller, no d'un gran líder ni d'un clergue. El relat va ser compost i escrit durant la Croada, amb ajuda d'un escrivà que va introduir-hi ocasionalment comentaris propis. Com que es tracta del testimoni d'un testimoni presencial dels fets, la Gesta té un gran valor com a font d'informació, en particular sobre el desenvolupament dia a dia de l'expedició (itinerari, operacions tàctiques, logística) i sobre el que passava per la ment dels croats (canvis de moral, prejudicis contra els grecs).
Per als seus contemporanis cultivats, l'Anònim era un «rústic». Gilbert de Nogent va escriure el seu  Dei gesta per francs  (1108) basant-se en la  Gesta  però dient que l'original «sovint deixava el lector atordit amb la seva insípida vacuïtat». El monjo Roberto de Reims va rebre l'encàrrec de reescriure la  Gesta  completa per embellir-la literàriament i històrica, i baudrier de Dol també va escriure una versió modificada d'«aquesta petita i rústica obra». No obstant això, l'original es va conservar i ha arribat fins als nostres dies, sent una de les més valuoses fonts contemporànies de la Primera Croada.
- Gesta Francorum et aliorum Hierosolimitanorum - Liber I, en llatí, amb subtítols en anglès
- Gesta Francorum - Liber II, Setge de Nicea, en llatí amb subtítols en anglès
- Gesta Francorum - Liber VI (Batalla d'Antioquia) in Llatí amb subtítols anglès
- Gesta Francorum - Liber X (Setge de Jerusalem i Batalla d'Ascalo) en llatí amb subtítols en anglès